# كسوف الشمس 21 يونيو 2048
سيحدث كسوف حلقي للشمس في 11 يونيو 2048 بقوة 0.9441. يحدث كسوف الشمس عندما يمر القمر بين الأرض والشمس، وبالتالي يحجب صورة الشمس كليًا أو جزئيًا عن مشاهد على الأرض. يحدث الكسوف الحلقي للشمس عندما يكون القطر الظاهري للقمر أصغر من قطر الشمس، مما يحجب معظم ضوء الشمس ويتسبب في أن تبدو الشمس وكأنها حلقة. يظهر الكسوف الحلقي على شكل كسوف جزئي فوق منطقة من الأرض يبلغ عرضها آلاف الكيلومترات.

## كسوفات أخري ذات الصلة

### كسوف الشمس 2047-2050
قالب:Solar eclipse set 2047–2050
هذا الكسوف هو جزء من سلسلة فصل دراسي. يتكرر الكسوف في سلسلة فصل دراسي من الكسوف الشمسي كل 177 يومًا تقريبًا و 4 ساعات (فصل دراسي) في العقد المتناوبة من مدار القمر.
ملحوظة: الكسوف الجزئي للقمر في 26 يناير 2047 و22 يوليو 2047 يحدث في مجموعة كسوف السنة القمرية السابقة.
| Solar eclipse sets from 2047–2050 | Solar eclipse sets from 2047–2050 | Solar eclipse sets from 2047–2050 | Solar eclipse sets from 2047–2050 | Solar eclipse sets from 2047–2050 |
| --------------------------------- | --------------------------------- | --------------------------------- | --------------------------------- | --------------------------------- |
| Descending node                   | Descending node                   |                                   | Ascending node                    | Ascending node                    |
| 118                               | كسوف الشمس 23 يونيو 2047 Partial  | 123                               | كسوف الشمس 16 ديسمبر 2047 Partial |                                   |
| 128                               | كسوف الشمس 21 يونيو 2048 Annular  | 133                               | كسوف الشمس 5 ديسمبر 2048 Total    |                                   |
| 138                               | كسوف الشمس 31 مايو 2049 Annular   | 143                               | كسوف الشمس 25 نوفمبر 2049 Hybrid  |                                   |
| 148                               | كسوف الشمس 20 مايو 2050 Hybrid    | 153                               | كسوف الشمس 14 نوفمبر 2050 Partial |                                   |

### 128 ساروس
قالب:Solar Saros series 128
هذا الكسوف هو عضو في دورة ساروس الشمسية 128، والتي تشمل 73 خسوفًا يحدث على فترات 18 عامًا و 11 يومًا. بدأت السلسلة بكسوف جزئي للشمس في 29 أغسطس 984 م. من 16 مايو 1417 حتى 18 يونيو 1471 أنتجت السلسلة كسوفًا كليًا للشمس يتبعه كسوف شمسي هجين من 28 يونيو 1489 حتى 31 يوليو 1543، وكسوفًا حلقيًا للشمس من 11 أغسطس 1561 حتى 25 يوليو 2120. السلسلة تنتهي في العضو 73 ككسوف جزئي في 1 نوفمبر عام 2282. كل كسوف في هذه السلسلة يحدث عند العقدة الهابطة للقمر.
| Series members 52–68 occur between 1901 and 2200 | Series members 52–68 occur between 1901 and 2200 | Series members 52–68 occur between 1901 and 2200 |
| 52                                               | 53                                               | 54                                               |
| ------------------------------------------------ | ------------------------------------------------ | ------------------------------------------------ |
| كسوف الشمس في 17 مارس 1904 ‏                      | كسوف الشمس في 28 مارس 1922 ‏                      | كسوف الشمس في 7 أبريل 1940 ‏                      |
| 55                                               | 56                                               | 57                                               |
| كسوف الشمس في 19 أبريل 1958 ‏                     | كسوف الشمس في 29 أبريل 1976 ‏                     | كسوف الشمس في 10 مايو 1994 ‏                      |
| 58                                               | 59                                               | 60                                               |
| كسوف الشمس 20 مايو 2012                          | كسوف الشمس 1 يونيو 2030                          | كسوف الشمس 21 يونيو 2048                         |
| 61                                               | 62                                               | 63                                               |
| كسوف الشمس في 22 يونيو 2066                      | كسوف الشمس في 3 يوليو 2084                       | July 15, 2102                                    |
| 64                                               | 65                                               | 66                                               |
| July 25, 2120                                    | August 5, 2138 (Partial)                         | August 16, 2156 (Partial)                        |
| 67                                               | 68                                               |                                                  |
| August 27, 2174 (Partial)                        | September 6, 2192 (Partial)                      |                                                  |

### سلسلة اينكس
هذا الكسوف هو جزء من دورة ينكس طويلة الأمد، يتكرر عند العقد المتناوبة كل 358 شهرًا سينوديًا (≈ 10571.95 يومًا، أو 29 عامًا ناقص 20 يومًا). مظهره وخط طوله غير منتظمين بسبب عدم التزامهما مع الشهر غير الطبيعي (فترة الحضيض). ومع ذلك فإن مجموعات 3 دورات اينكس (87 سنة ناقص شهرين) تقترب (≈ 1،151.02 شهرًا غير طبيعي)، لذا فإن الكسوف متشابه في هذه المجموعات.
في القرن 19:
- ساروس الشمسة 120: الكسوف الكلي للشمس 19 نوفمبر 1816.
- ساروس الشمسة 121: كسوف هجين للشمس 30 أكتوبر 1845.
- ساروس الشمسة 122: كسوف الشمس الحلقي لعام 10أكتوبر 1874.

| أعضاء سلسلة Inex بين عامي 1901 و 2100:       | أعضاء سلسلة Inex بين عامي 1901 و 2100:       | أعضاء سلسلة Inex بين عامي 1901 و 2100:       |
| -------------------------------------------- | -------------------------------------------- | -------------------------------------------- |
| </img> </br>21 سبتمبر 1903 </br> (ساروس 123) | </img> </br> 31 أغسطس 1932 </br> (ساروس 124) | </img> </br> 11 أغسطس 1961 </br> (ساروس 125) |
| </img> </br> 22 يوليو 1990 </br> (ساروس 126) | </img> </br> 2 يوليو 2019 </br> (ساروس 127)  | </img> </br> 11 يونيو 2048 </br> (ساروس 128) |
| </img> </br> 22 مايو 2077 </br> (ساروس 129)  |                                              |                                              |

في القرن الثاني والعشرين:
- ساروس الشمسة 130: الكسوف الكلي للشمس في 3 مايو 2106
- ساروس الشمسة 131: الكسوف الحلقي للشمس 13 أبريل 2135
- ساروس الشمسية 132: كسوف هجين للشمس في 23 مارس 2164
- ساروس الشمسة 133: الكسوف الكلي للشمس في 3 مارس 2193

### دورة ميتونيك
تكرر سلسلة ميتونيك الكسوف كل 19 عامًا (6939.69 يومًا)، وتستمر حوالي 5 دورات. يحدث الكسوف في نفس تاريخ التقويم تقريبًا. بالإضافة إلى ذلك تكرر سلسلة اوكتون الفرعية 1/5 هذه المدة أو كل 3.8 سنوات (1387.94 يومًا).
| 21 من أحداث الكسوف بين 12 يونيو 2029 و 12 يونيو 2105 | 21 من أحداث الكسوف بين 12 يونيو 2029 و 12 يونيو 2105 | 21 من أحداث الكسوف بين 12 يونيو 2029 و 12 يونيو 2105 | 21 من أحداث الكسوف بين 12 يونيو 2029 و 12 يونيو 2105 | 21 من أحداث الكسوف بين 12 يونيو 2029 و 12 يونيو 2105 |
| 11-12 يونيو                                          | 30-31 مارس                                           | 16 يناير                                             | 4-5 نوفمبر                                           | من 23 إلى 24 أغسطس                                   |
| 118                                                  | 120                                                  | 122                                                  | 124                                                  | 126                                                  |
| ---------------------------------------------------- | ---------------------------------------------------- | ---------------------------------------------------- | ---------------------------------------------------- | ---------------------------------------------------- |
| </img> </br> 12 يونيو 2029                           | </img> </br> 30 مارس 2033                            | </img> </br> 16 يناير 2037                           | </img> </br> 4 نوفمبر 2040                           | </img> </br> 23 أغسطس 2044                           |
| 128                                                  | 130                                                  | 132                                                  | 134                                                  | 136                                                  |
| </img> </br> 11 يونيو 2048                           | </img> </br> 30 مارس 2052                            | </img> </br> 16 يناير 2056                           | </img> </br> 5 نوفمبر 2059                           | </img> </br> 24 أغسطس 2063                           |
| 138                                                  | 140                                                  | 142                                                  | 144                                                  | 146                                                  |
| </img> </br> 11 يونيو 2067                           | </img> </br> 31 مارس 2071                            | </img> </br> 16 يناير 2075                           | </img> </br> 4 نوفمبر 2078                           | </img> </br> 24 أغسطس 2082                           |
| 148                                                  | 150                                                  | 152                                                  | 154                                                  |                                                      |
| </img> </br> 11 يونيو 2086                           | </img> </br> 31 مارس 2090                            | </img> </br> 16 يناير 2094                           | </img> </br> 4 نوفمبر 2097                           |                                                      |

## الروابط الخارجية
- رسومات ناسا